# Uromenus vaucherianus
Uromenus vaucherianus är en insektsart som först beskrevs av Henri Saussure 1898.  Uromenus vaucherianus ingår i släktet Uromenus och familjen vårtbitare. Inga underarter finns listade i Catalogue of Life.